# Panulisan
Panulisan is een bestuurslaag in het regentschap Cilacap van de provincie Midden-Java, Indonesië. Panulisan telt 4440 inwoners (volkstelling 2010).